# Campionatul Mondial de Fotbal 2026
Campionatul Mondial de Fotbal din 2026 va fi cea de-a 23-a ediție a Campionatului Mondial de Fotbal.
Cea mai importantă competiție internațională de fotbal între țări și va fi găzduită de Canada, Mexic și Statele Unite în 2026. FIFA a primit 2 cereri de organizare a Campionatului Mondial de Fotbal din 2026 din partea următoarelor țări: Canada, Mexic, Statele Unite și Maroc; în cele din urmă primele 3 fiind câștigătoare pentru organizarea turneului. La data de 13 iunie 2018, la cel de al 68-lea Congres FIFA în Moscova, Canada, Mexic și Statele Unite au câștigat cu 134 de voturi, în timp ce Maroc a avut doar 65.
Acesta este primul turneu care se va organiza cu 48 de țări, până acum fiind organizat doar cu 32 de țări.

## Orașe și stadioane
Inițial, 23 de orașe din cele trei țări și-au anunțat intenția de a găzdui meciuri. Șaptesprezece erau din Statele Unite, trei din Canada și trei din Mexic. Ulterior, FIFA a ales în 2021 șaisprezece dintre aceste orașe. (două din Canada, 11 din Statele Unite și trei din Mexic)
     Oraș gazdă  canadian
     Oraș gazdă  american
     Oraș gazdă  mexican
| Vancouver           | Kansas City | Toronto | Boston | New York                |
| ------------------- | --- | --- | --- | ----------------------- |
| BC Place            | Arrowhead Stadium | BMO Field | Gillette Stadium | MetLife Stadium         |
| Capacitate : 54.500 | Capacitate : 76.640 | Capacitate : 45.500 | Capacitate : 70.000 | Capacitate : 87.157     |
|                     | | | |                         |
| Seattle             | AtlantaBostonDallasHoustonKansas CityLos AngelesMiamiNew YorkPhiladelphiaSan FranciscoSeattleVancouverTorontoCiudad de MéxicoMonterreyGuadalajara | AtlantaBostonDallasHoustonKansas CityLos AngelesMiamiNew YorkPhiladelphiaSan FranciscoSeattleVancouverTorontoCiudad de MéxicoMonterreyGuadalajara | AtlantaBostonDallasHoustonKansas CityLos AngelesMiamiNew YorkPhiladelphiaSan FranciscoSeattleVancouverTorontoCiudad de MéxicoMonterreyGuadalajara | Philadelphia            |
| Lumen Field         | AtlantaBostonDallasHoustonKansas CityLos AngelesMiamiNew YorkPhiladelphiaSan FranciscoSeattleVancouverTorontoCiudad de MéxicoMonterreyGuadalajara | AtlantaBostonDallasHoustonKansas CityLos AngelesMiamiNew YorkPhiladelphiaSan FranciscoSeattleVancouverTorontoCiudad de MéxicoMonterreyGuadalajara | AtlantaBostonDallasHoustonKansas CityLos AngelesMiamiNew YorkPhiladelphiaSan FranciscoSeattleVancouverTorontoCiudad de MéxicoMonterreyGuadalajara | Lincoln Financial Field |
| Capacitate : 69.000 | AtlantaBostonDallasHoustonKansas CityLos AngelesMiamiNew YorkPhiladelphiaSan FranciscoSeattleVancouverTorontoCiudad de MéxicoMonterreyGuadalajara | AtlantaBostonDallasHoustonKansas CityLos AngelesMiamiNew YorkPhiladelphiaSan FranciscoSeattleVancouverTorontoCiudad de MéxicoMonterreyGuadalajara | AtlantaBostonDallasHoustonKansas CityLos AngelesMiamiNew YorkPhiladelphiaSan FranciscoSeattleVancouverTorontoCiudad de MéxicoMonterreyGuadalajara | Capacitate : 69.000     |
|                     | AtlantaBostonDallasHoustonKansas CityLos AngelesMiamiNew YorkPhiladelphiaSan FranciscoSeattleVancouverTorontoCiudad de MéxicoMonterreyGuadalajara | AtlantaBostonDallasHoustonKansas CityLos AngelesMiamiNew YorkPhiladelphiaSan FranciscoSeattleVancouverTorontoCiudad de MéxicoMonterreyGuadalajara | AtlantaBostonDallasHoustonKansas CityLos AngelesMiamiNew YorkPhiladelphiaSan FranciscoSeattleVancouverTorontoCiudad de MéxicoMonterreyGuadalajara |                         |
| San Francisco       | AtlantaBostonDallasHoustonKansas CityLos AngelesMiamiNew YorkPhiladelphiaSan FranciscoSeattleVancouverTorontoCiudad de MéxicoMonterreyGuadalajara | AtlantaBostonDallasHoustonKansas CityLos AngelesMiamiNew YorkPhiladelphiaSan FranciscoSeattleVancouverTorontoCiudad de MéxicoMonterreyGuadalajara | AtlantaBostonDallasHoustonKansas CityLos AngelesMiamiNew YorkPhiladelphiaSan FranciscoSeattleVancouverTorontoCiudad de MéxicoMonterreyGuadalajara | Atlanta                 |
| Levi's Stadium      | AtlantaBostonDallasHoustonKansas CityLos AngelesMiamiNew YorkPhiladelphiaSan FranciscoSeattleVancouverTorontoCiudad de MéxicoMonterreyGuadalajara | AtlantaBostonDallasHoustonKansas CityLos AngelesMiamiNew YorkPhiladelphiaSan FranciscoSeattleVancouverTorontoCiudad de MéxicoMonterreyGuadalajara | AtlantaBostonDallasHoustonKansas CityLos AngelesMiamiNew YorkPhiladelphiaSan FranciscoSeattleVancouverTorontoCiudad de MéxicoMonterreyGuadalajara | Mercedes-Benz Stadium   |
| Capacitate : 70.909 | AtlantaBostonDallasHoustonKansas CityLos AngelesMiamiNew YorkPhiladelphiaSan FranciscoSeattleVancouverTorontoCiudad de MéxicoMonterreyGuadalajara | AtlantaBostonDallasHoustonKansas CityLos AngelesMiamiNew YorkPhiladelphiaSan FranciscoSeattleVancouverTorontoCiudad de MéxicoMonterreyGuadalajara | AtlantaBostonDallasHoustonKansas CityLos AngelesMiamiNew YorkPhiladelphiaSan FranciscoSeattleVancouverTorontoCiudad de MéxicoMonterreyGuadalajara | Capacitate : 75.000     |
|                     | AtlantaBostonDallasHoustonKansas CityLos AngelesMiamiNew YorkPhiladelphiaSan FranciscoSeattleVancouverTorontoCiudad de MéxicoMonterreyGuadalajara | AtlantaBostonDallasHoustonKansas CityLos AngelesMiamiNew YorkPhiladelphiaSan FranciscoSeattleVancouverTorontoCiudad de MéxicoMonterreyGuadalajara | AtlantaBostonDallasHoustonKansas CityLos AngelesMiamiNew YorkPhiladelphiaSan FranciscoSeattleVancouverTorontoCiudad de MéxicoMonterreyGuadalajara |                         |
| Los Angeles         | AtlantaBostonDallasHoustonKansas CityLos AngelesMiamiNew YorkPhiladelphiaSan FranciscoSeattleVancouverTorontoCiudad de MéxicoMonterreyGuadalajara | AtlantaBostonDallasHoustonKansas CityLos AngelesMiamiNew YorkPhiladelphiaSan FranciscoSeattleVancouverTorontoCiudad de MéxicoMonterreyGuadalajara | AtlantaBostonDallasHoustonKansas CityLos AngelesMiamiNew YorkPhiladelphiaSan FranciscoSeattleVancouverTorontoCiudad de MéxicoMonterreyGuadalajara | Miami                   |
| SoFi Stadium        | AtlantaBostonDallasHoustonKansas CityLos AngelesMiamiNew YorkPhiladelphiaSan FranciscoSeattleVancouverTorontoCiudad de MéxicoMonterreyGuadalajara | AtlantaBostonDallasHoustonKansas CityLos AngelesMiamiNew YorkPhiladelphiaSan FranciscoSeattleVancouverTorontoCiudad de MéxicoMonterreyGuadalajara | AtlantaBostonDallasHoustonKansas CityLos AngelesMiamiNew YorkPhiladelphiaSan FranciscoSeattleVancouverTorontoCiudad de MéxicoMonterreyGuadalajara | Hard Rock Stadium       |
| Capacitate : 70.240 | AtlantaBostonDallasHoustonKansas CityLos AngelesMiamiNew YorkPhiladelphiaSan FranciscoSeattleVancouverTorontoCiudad de MéxicoMonterreyGuadalajara | AtlantaBostonDallasHoustonKansas CityLos AngelesMiamiNew YorkPhiladelphiaSan FranciscoSeattleVancouverTorontoCiudad de MéxicoMonterreyGuadalajara | AtlantaBostonDallasHoustonKansas CityLos AngelesMiamiNew YorkPhiladelphiaSan FranciscoSeattleVancouverTorontoCiudad de MéxicoMonterreyGuadalajara | Capacitate : 67.518     |
|                     | AtlantaBostonDallasHoustonKansas CityLos AngelesMiamiNew YorkPhiladelphiaSan FranciscoSeattleVancouverTorontoCiudad de MéxicoMonterreyGuadalajara | AtlantaBostonDallasHoustonKansas CityLos AngelesMiamiNew YorkPhiladelphiaSan FranciscoSeattleVancouverTorontoCiudad de MéxicoMonterreyGuadalajara | AtlantaBostonDallasHoustonKansas CityLos AngelesMiamiNew YorkPhiladelphiaSan FranciscoSeattleVancouverTorontoCiudad de MéxicoMonterreyGuadalajara |                         |
| Guadalajara         | Monterrey | Ciudad de México | Dallas | Houston                 |
| Estadio Akron       | Estadio BBVA | Estadio Azteca | AT&T Stadium | NRG Stadium             |
| Capacitate : 48.071 | Capacitate : 53.460 | Capacitate : 87.523 | Capacitate : 92.967 | Capacitate : 72.220     |
|                     | | | |                         |

### Retragerea candidaturii
- Montréal, Canada : în iulie 2021, orașul a anunțat retragerea candidaturii sale din cauza lipsei fondurilor, după retragerea susținerii din partea guvernului provinciei Québec.

## Echipele calificate
| AFC (8) - Japonia - Iran - Iordania (debut) - Coreea de Sud - Uzbekistan (debut) - Australia CAF (9) | CONCACAF (3+3) - Canada (co-gazdă) - Mexic (co-gazdă) - Statele Unite ale Americii (co-gazdă) CONMEBOL (6) - Argentina - Brazilia - Ecuador OFC (1) - Noua Zeelandă | UEFA (16) |  |

## Program

### Faza grupelor
Programarea stadioanelor a avut loc la începutul lunii februarie 2024, dar urmează ca fiecare stadion să fie alocat unei grupe, iar după tragerea la sorți a grupelor, și împerecherea stadioanelor cu diferitele grupe, să fie confirmate și orele de start.
| Data          | Nr. | Stadion                 | Oraș             | Regiune | Note                                |
| ------------- | --- | ----------------------- | ---------------- | ------- | ----------------------------------- |
| 11 iunie 2026 | 1   | Estadio Azteca          | Ciudad de México | Central | Meciul de deschidere, va juca Mexic |
| 11 iunie 2026 | 2   | Estadio Akron           | Guadalajara      | Central |                                     |
| 12 iunie 2026 | 3   | BMO Field               | Toronto          | Est     | Va juca Canada                      |
| 12 iunie 2026 | 4   | SoFi Stadium            | Los Angeles      | Vest    | Va juca Statele Unite ale Americii  |
| 13 iunie 2026 | 5   | Gillette Stadium        | Boston           | Est     |                                     |
| 13 iunie 2026 | 6   | BC Place                | Vancouver        | Vest    |                                     |
| 13 iunie 2026 | 7   | MetLife Stadium         | New York         | Est     |                                     |
| 13 iunie 2026 | 8   | Levi's Stadium          | San Francisco    | Vest    |                                     |
| 14 iunie 2026 | 9   | Lincoln Financial Field | Philadelphia     | Est     |                                     |
| 14 iunie 2026 | 10  | NRG Stadium             | Houston          | Central |                                     |
| 14 iunie 2026 | 11  | AT&T Stadium            | Dallas           | Central |                                     |
| 14 iunie 2026 | 12  | Estadio BBVA            | Monterrey        | Central |                                     |
| 15 iunie 2026 | 13  | Hard Rock Stadium       | Miami            | Est     |                                     |
| 15 iunie 2026 | 14  | Mercedes-Benz Stadium   | Atlanta          | Est     |                                     |
| 15 iunie 2026 | 15  | SoFi Stadium            | Los Angeles      | Vest    |                                     |
| 15 iunie 2026 | 16  | Lumen Field             | Seattle          | Vest    |                                     |
| 16 iunie 2026 | 17  | MetLife Stadium         | New York         | Est     |                                     |
| 16 iunie 2026 | 18  | Gillette Stadium        | Boston           | Est     |                                     |
| 16 iunie 2026 | 19  | Arrowhead Stadium       | Kansas City      | Central |                                     |
| 16 iunie 2026 | 20  | Levi's Stadium          | San Francisco    | Vest    |                                     |
| 17 iunie 2026 | 21  | BMO Field               | Toronto          | Est     |                                     |
| 17 iunie 2026 | 22  | AT&T Stadium            | Dallas           | Central |                                     |
| 17 iunie 2026 | 23  | NRG Stadium             | Houston          | Central |                                     |
| 17 iunie 2026 | 24  | Estadio Azteca          | Ciudad de México | Central |                                     |
| 18 iunie 2026 | 25  | Mercedes-Benz Stadium   | Atlanta          | Est     |                                     |
| 18 iunie 2026 | 26  | SoFi Stadium            | Los Angeles      | Vest    |                                     |
| 18 iunie 2026 | 27  | BC Place                | Vancouver        | Vest    | Va juca Canada                      |
| 18 iunie 2026 | 28  | Estadio Akron           | Guadalajara      | Central | Va juca Mexic                       |
| 19 iunie 2026 | 29  | Lincoln Financial Field | Philadelphia     | Est     |                                     |
| 19 iunie 2026 | 30  | Gillette Stadium        | Boston           | Est     |                                     |
| 19 iunie 2026 | 31  | Levi's Stadium          | San Francisco    | Vest    |                                     |
| 19 iunie 2026 | 32  | Lumen Field             | Seattle          | Vest    | Va juca Statele Unite ale Americii  |
| 20 iunie 2026 | 33  | BMO Field               | Toronto          | Est     |                                     |
| 20 iunie 2026 | 34  | Arrowhead Stadium       | Kansas City      | Central |                                     |
| 20 iunie 2026 | 35  | NRG Stadium             | Houston          | Central |                                     |
| 20 iunie 2026 | 36  | Estadio BBVA            | Monterrey        | Central |                                     |
| 21 iunie 2026 | 37  | Hard Rock Stadium       | Miami            | Est     |                                     |
| 21 iunie 2026 | 38  | Mercedes-Benz Stadium   | Atlanta          | Est     |                                     |
| 21 iunie 2026 | 39  | SoFi Stadium            | Los Angeles      | Vest    |                                     |
| 21 iunie 2026 | 40  | BC Place                | Vancouver        | Vest    |                                     |
| 22 iunie 2026 | 41  | MetLife Stadium         | New York         | Est     |                                     |
| 22 iunie 2026 | 42  | Lincoln Financial Field | Philadelphia     | Est     |                                     |
| 22 iunie 2026 | 43  | AT&T Stadium            | Dallas           | Central |                                     |
| 22 iunie 2026 | 44  | Levi's Stadium          | San Francisco    | Vest    |                                     |
| 23 iunie 2026 | 45  | Gillette Stadium        | Boston           | Est     |                                     |
| 23 iunie 2026 | 46  | BMO Field               | Toronto          | Est     |                                     |
| 23 iunie 2026 | 47  | NRG Stadium             | Houston          | Central |                                     |
| 23 iunie 2026 | 48  | Estadio Akron           | Guadalajara      | Central |                                     |
| 24 iunie 2026 | 49  | Hard Rock Stadium       | Miami            | Est     |                                     |
| 24 iunie 2026 | 50  | Mercedes-Benz Stadium   | Atlanta          | Est     |                                     |
| 24 iunie 2026 | 51  | BC Place                | Vancouver        | Vest    | Va juca Canada                      |
| 24 iunie 2026 | 52  | Lumen Field             | Seattle          | Vest    |                                     |
| 24 iunie 2026 | 53  | Estadio Azteca          | Ciudad de México | Central | Va juca Mexic                       |
| 24 iunie 2026 | 54  | Estadio BBVA            | Monterrey        | Central |                                     |
| 25 iunie 2026 | 55  | Lincoln Financial Field | Philadelphia     | Est     |                                     |
| 25 iunie 2026 | 56  | MetLife Stadium         | New York         | Est     |                                     |
| 25 iunie 2026 | 57  | AT&T Stadium            | Dallas           | Central |                                     |
| 25 iunie 2026 | 58  | Arrowhead Stadium       | Kansas City      | Central |                                     |
| 25 iunie 2026 | 59  | SoFi Stadium            | Los Angeles      | Vest    | Va juca Statele Unite ale Americii  |
| 25 iunie 2026 | 60  | Levi's Stadium          | San Francisco    | Vest    |                                     |
| 26 iunie 2026 | 61  | Gillette Stadium        | Boston           | Est     |                                     |
| 26 iunie 2026 | 62  | BMO Field               | Toronto          | Est     |                                     |
| 26 iunie 2026 | 63  | Lumen Field             | Seattle          | Vest    |                                     |
| 26 iunie 2026 | 64  | BC Place                | Vancouver        | Vest    |                                     |
| 26 iunie 2026 | 65  | NRG Stadium             | Houston          | Central |                                     |
| 26 iunie 2026 | 66  | Estadio Akron           | Guadalajara      | Central |                                     |
| 27 iunie 2026 | 67  | MetLife Stadium         | New York         | Est     |                                     |
| 27 iunie 2026 | 68  | Lincoln Financial Field | Philadelphia     | Est     |                                     |
| 27 iunie 2026 | 69  | Arrowhead Stadium       | Kansas City      | Central |                                     |
| 27 iunie 2026 | 70  | AT&T Stadium            | Dallas           | Central |                                     |
| 27 iunie 2026 | 71  | Hard Rock Stadium       | Miami            | Est     |                                     |
| 27 iunie 2026 | 72  | Mercedes-Benz Stadium   | Atlanta          | Est     |                                     |

### Faza eliminatorie

#### Tablou
|  | 16-imi de finală      | 16-imi de finală      |                    |  | Optimi de finală         | Optimi de finală |  |  | Sferturi de finală | Sferturi de finală |  |  | Semifinale | Semifinale |  |  | Finala | Finala |
|  |                       |                       |                    |  |                          |                  |  |  |                    |                    |  |  |            |            |  |  |        |        |
|  |                       |                       |                    |  |                          |                  |  |  |                    |                    |  |  |            |            |  |  |        |        |
|  |                       |                       |                    |  |                          |                  |  |  |                    |                    |  |  |            |            |  |  |        |        |
|  |                       |                       |                    |  |                          |                  |  |  |                    |                    |  |  |            |            |  |  |        |        |
|  |                       |                       |                    |  |                          |                  |  |  |                    |                    |  |  |            |            |  |  |        |        |
|  |                       |                       |                    |  |                          |                  |  |  |                    |                    |  |  |            |            |  |  |        |        |
|  |                       |                       |                    |  |                          |                  |  |  |                    |                    |  |  |            |            |  |  |        |        |
|  |                       |                       |                    |  |                          |                  |  |  |                    |                    |  |  |            |            |  |  |        |        |
|  |                       |                       |                    |  |                          |                  |  |  |                    |                    |  |  |            |            |  |  |        |        |
|  |                       |                       |                    |  |                          |                  |  |  |                    |                    |  |  |            |            |  |  |        |        |
|  |                       |                       |                    |  |                          |                  |  |  |                    |                    |  |  |            |            |  |  |        |        |
|  |                       |                       |                    |  |                          |                  |  |  |                    |                    |  |  |            |            |  |  |        |        |
|  |                       |                       |                    |  |                          |                  |  |  |                    |                    |  |  |            |            |  |  |        |        |
|  |                       |                       |                    |  |                          |                  |  |  |                    |                    |  |  |            |            |  |  |        |        |
|  |                       |                       |                    |  |                          |                  |  |  |                    |                    |  |  |            |            |  |  |        |        |
|  |                       |                       |                    |  |                          |                  |  |  |                    |                    |  |  |            |            |  |  |        |        |
|  |                       |                       |                    |  |                          |                  |  |  |                    |                    |  |  |            |            |  |  |        |        |
|  |                       |                       |                    |  |                          |                  |  |  |                    |                    |  |  |            |            |  |  |        |        |
|  |                       |                       |                    |  |                          |                  |  |  |                    |                    |  |  |            |            |  |  |        |        |
|  |                       |                       |                    |  |                          |                  |  |  |                    |                    |  |  |            |            |  |  |        |        |
|  |                       |                       |                    |  |                          |                  |  |  |                    |                    |  |  |            |            |  |  |        |        |
|  |                       |                       |                    |  |                          |                  |  |  |                    |                    |  |  |            |            |  |  |        |        |
|  |                       |                       | July 14 – Dallas   |  |                          |                  |  |  |                    |                    |  |  |            |            |  |  |        |        |
|  |                       |                       |                    |  |                          |                  |  |  |                    |                    |  |  |            |            |  |  |        |        |
|  |                       |                       |                    |  |                          |                  |  |  |                    |                    |  |  |            |            |  |  |        |        |
|  |                       |                       |                    |  |                          |                  |  |  |                    |                    |  |  |            |            |  |  |        |        |
|  |                       |                       |                    |  |                          |                  |  |  |                    |                    |  |  |            |            |  |  |        |        |
|  |                       |                       |                    |  |                          |                  |  |  |                    |                    |  |  |            |            |  |  |        |        |
|  |                       |                       |                    |  |                          |                  |  |  |                    |                    |  |  |            |            |  |  |        |        |
|  |                       |                       |                    |  |                          |                  |  |  |                    |                    |  |  |            |            |  |  |        |        |
|  |                       |                       |                    |  |                          |                  |  |  |                    |                    |  |  |            |            |  |  |        |        |
|  |                       |                       |                    |  |                          |                  |  |  |                    |                    |  |  |            |            |  |  |        |        |
|  |                       |                       |                    |  |                          |                  |  |  |                    |                    |  |  |            |            |  |  |        |        |
|  |                       |                       |                    |  |                          |                  |  |  |                    |                    |  |  |            |            |  |  |        |        |
|  |                       |                       |                    |  |                          |                  |  |  |                    |                    |  |  |            |            |  |  |        |        |
|  |                       |                       |                    |  |                          |                  |  |  |                    |                    |  |  |            |            |  |  |        |        |
|  |                       |                       |                    |  |                          |                  |  |  |                    |                    |  |  |            |            |  |  |        |        |
|  |                       |                       |                    |  |                          |                  |  |  |                    |                    |  |  |            |            |  |  |        |        |
|  |                       |                       |                    |  |                          |                  |  |  |                    |                    |  |  |            |            |  |  |        |        |
|  |                       |                       |                    |  |                          |                  |  |  |                    |                    |  |  |            |            |  |  |        |        |
|  |                       |                       |                    |  |                          |                  |  |  |                    |                    |  |  |            |            |  |  |        |        |
|  |                       |                       |                    |  |                          |                  |  |  |                    |                    |  |  |            |            |  |  |        |        |
|  |                       |                       |                    |  |                          |                  |  |  |                    |                    |  |  |            |            |  |  |        |        |
|  |                       |                       |                    |  |                          |                  |  |  |                    |                    |  |  |            |            |  |  |        |        |
|  |                       |                       |                    |  |                          |                  |  |  |                    |                    |  |  |            |            |  |  |        |        |
|  |                       |                       |                    |  |                          |                  |  |  |                    |                    |  |  |            |            |  |  |        |        |
|  |                       |                       | July 19 – New York |  |                          |                  |  |  |                    |                    |  |  |            |            |  |  |        |        |
|  |                       |                       |                    |  |                          |                  |  |  |                    |                    |  |  |            |            |  |  |        |        |
|  | Câștigătoare meci 101 |                       |                    |  |                          |                  |  |  |                    |                    |  |  |            |            |  |  |        |        |
|  |                       |                       |                    |  |                          |                  |  |  |                    |                    |  |  |            |            |  |  |        |        |
|  |                       | Câștigătoare meci 102 |                    |  |                          |                  |  |  |                    |                    |  |  |            |            |  |  |        |        |
|  |                       |                       |                    |  |                          |                  |  |  |                    |                    |  |  |            |            |  |  |        |        |
|  |                       |                       |                    |  |                          |                  |  |  |                    |                    |  |  |            |            |  |  |        |        |
|  |                       |                       |                    |  |                          |                  |  |  |                    |                    |  |  |            |            |  |  |        |        |
|  |                       |                       |                    |  |                          |                  |  |  |                    |                    |  |  |            |            |  |  |        |        |
|  |                       |                       |                    |  |                          |                  |  |  |                    |                    |  |  |            |            |  |  |        |        |
|  |                       |                       |                    |  |                          |                  |  |  |                    |                    |  |  |            |            |  |  |        |        |
|  |                       |                       |                    |  |                          |                  |  |  |                    |                    |  |  |            |            |  |  |        |        |
|  |                       |                       |                    |  |                          |                  |  |  |                    |                    |  |  |            |            |  |  |        |        |
|  |                       |                       |                    |  |                          |                  |  |  |                    |                    |  |  |            |            |  |  |        |        |
|  |                       |                       |                    |  |                          |                  |  |  |                    |                    |  |  |            |            |  |  |        |        |
|  |                       |                       |                    |  |                          |                  |  |  |                    |                    |  |  |            |            |  |  |        |        |
|  |                       |                       |                    |  |                          |                  |  |  |                    |                    |  |  |            |            |  |  |        |        |
|  |                       |                       |                    |  |                          |                  |  |  |                    |                    |  |  |            |            |  |  |        |        |
|  |                       |                       |                    |  |                          |                  |  |  |                    |                    |  |  |            |            |  |  |        |        |
|  |                       |                       |                    |  |                          |                  |  |  |                    |                    |  |  |            |            |  |  |        |        |
|  |                       |                       |                    |  |                          |                  |  |  |                    |                    |  |  |            |            |  |  |        |        |
|  |                       |                       |                    |  |                          |                  |  |  |                    |                    |  |  |            |            |  |  |        |        |
|  |                       |                       |                    |  |                          |                  |  |  |                    |                    |  |  |            |            |  |  |        |        |
|  |                       |                       |                    |  |                          |                  |  |  |                    |                    |  |  |            |            |  |  |        |        |
|  |                       |                       | July 15 – Atlanta  |  |                          |                  |  |  |                    |                    |  |  |            |            |  |  |        |        |
|  |                       |                       |                    |  |                          |                  |  |  |                    |                    |  |  |            |            |  |  |        |        |
|  |                       |                       |                    |  |                          |                  |  |  |                    |                    |  |  |            |            |  |  |        |        |
|  |                       |                       |                    |  |                          |                  |  |  |                    |                    |  |  |            |            |  |  |        |        |
|  |                       |                       |                    |  | Meciul pentru locul trei |                  |  |  |                    |                    |  |  |            |            |  |  |        |        |
|  |                       |                       |                    |  |                          |                  |  |  |                    |                    |  |  |            |            |  |  |        |        |
|  |                       |                       |                    |  | July 18 – Miami          |                  |  |  |                    |                    |  |  |            |            |  |  |        |        |
|  |                       |                       |                    |  |                          |                  |  |  |                    |                    |  |  |            |            |  |  |        |        |
|  |                       |                       | Învinsă meci 101   |  |                          |                  |  |  |                    |                    |  |  |            |            |  |  |        |        |
|  |                       |                       |                    |  |                          |                  |  |  |                    |                    |  |  |            |            |  |  |        |        |
|  |                       |                       |                    |  | Învinsă meci 102         |                  |  |  |                    |                    |  |  |            |            |  |  |        |        |
|  |                       |                       |                    |  |                          |                  |  |  |                    |                    |  |  |            |            |  |  |        |        |
|  |                       |                       |                    |  |                          |                  |  |  |                    |                    |  |  |            |            |  |  |        |        |
|  |                       |                       |                    |  |                          |                  |  |  |                    |                    |  |  |            |            |  |  |        |        |
|  |                       |                       |                    |  |                          |                  |  |  |                    |                    |  |  |            |            |  |  |        |        |
|  |                       |                       |                    |  |                          |                  |  |  |                    |                    |  |  |            |            |  |  |        |        |
|  |                       |                       |                    |  |                          |                  |  |  |                    |                    |  |  |            |            |  |  |        |        |
|  |                       |                       |                    |  |                          |                  |  |  |                    |                    |  |  |            |            |  |  |        |        |
|  |                       |                       |                    |  |                          |                  |  |  |                    |                    |  |  |            |            |  |  |        |        |
|  |                       |                       |                    |  |                          |                  |  |  |                    |                    |  |  |            |            |  |  |        |        |
|  |                       |                       |                    |  |                          |                  |  |  |                    |                    |  |  |            |            |  |  |        |        |
|  |                       |                       |                    |  |                          |                  |  |  |                    |                    |  |  |            |            |  |  |        |        |
|  |                       |                       |                    |  |                          |                  |  |  |                    |                    |  |  |            |            |  |  |        |        |
|  |                       |                       |                    |  |                          |                  |  |  |                    |                    |  |  |            |            |  |  |        |        |
|  |                       |                       |                    |  |                          |                  |  |  |                    |                    |  |  |            |            |  |  |        |        |
|  |                       |                       |                    |  |                          |                  |  |  |                    |                    |  |  |            |            |  |  |        |        |
|  |                       |                       |                    |  |                          |                  |  |  |                    |                    |  |  |            |            |  |  |        |        |

#### 16-imi de finală
|  | Meci 73 |  |
|  | ------- |  |
|  | Raport  |  |

|  | Meci 74 |  |
|  | ------- |  |
|  | Raport  |  |

|  | Meci 75 |  |
|  | ------- |  |
|  | Raport  |  |

|  | Meci 76 |  |
|  | ------- |  |
|  | Raport  |  |

|  | Meci 77 |  |
|  | ------- |  |
|  | Raport  |  |

|  | Meci 78 |  |
|  | ------- |  |
|  | Raport  |  |

|  | Meci 79 |  |
|  | ------- |  |
|  | Raport  |  |

|  | Meci 80 |  |
|  | ------- |  |
|  | Raport  |  |

|  | Meci 81 |  |
|  | ------- |  |
|  | Raport  |  |

|  | Meci 82 |  |
|  | ------- |  |
|  | Raport  |  |

|  | Meci 83 |  |
|  | ------- |  |
|  | Raport  |  |

|  | Meci 84 |  |
|  | ------- |  |
|  | Raport  |  |

|  | Meci 85 |  |
|  | ------- |  |
|  | Raport  |  |

|  | Meci 86 |  |
|  | ------- |  |
|  | Raport  |  |

|  | Meci 87 |  |
|  | ------- |  |
|  | Raport  |  |

|  | Meci 88 |  |
|  | ------- |  |
|  | Raport  |  |

#### Optimi de finală
|  | Meci 89 |  |
|  | ------- |  |
|  | Raport  |  |

|  | Meci 90 |  |
|  | ------- |  |
|  | Raport  |  |

|  | Meci 91 |  |
|  | ------- |  |
|  | Raport  |  |

|  | Meci 92 |  |
|  | ------- |  |
|  | Raport  |  |

|  | Meci 93 |  |
|  | ------- |  |
|  | Raport  |  |

|  | Meci 94 |  |
|  | ------- |  |
|  | Raport  |  |

|  | Meci 95 |  |
|  | ------- |  |
|  | Raport  |  |

|  | Meci 96 |  |
|  | ------- |  |
|  | Raport  |  |

#### Sferturi de finală
|  | Meci 97 |  |
|  | ------- |  |
|  | Raport  |  |

|  | Meci 98 |  |
|  | ------- |  |
|  | Raport  |  |

|  | Meci 99 |  |
|  | ------- |  |
|  | Raport  |  |

|  | Meci 100 |  |
|  | -------- |  |
|  | Raport   |  |

#### Semifinale
|  | Meci 101 |  |
|  | -------- |  |
|  | Raport   |  |

|  | Meci 102 |  |
|  | -------- |  |
|  | Raport   |  |

#### Meciul pentru locul trei
| Învinsa din Meci 101 | Meci 103 | Învinsa din Meci 102 |
| -------------------- | -------- | -------------------- |
|                      | Raport   |                      |

#### Finala
| Învingătoarea din Meci 101 | Meci 104 | Învingătoarea din Meci 102 |
| -------------------------- | -------- | -------------------------- |
|                            | Raport   |                            |

## Legături externe
Materiale media legate de Campionatul Mondial de Fotbal 2026 la Wikimedia Commons
- Site web oficial